# Giuliano Cesarini (1618-1665)
Il duca Giuliano Cesarini, detto Giuliano III Cesarini (Civitanova Marche, 30 luglio 1618 – Genzano, 25 novembre 1665), è stato un nobile italiano, terzo duca di Civitanova Marche.

## Biografia
Figlio dei nobili Cornelia Caetani e Giangiorgio, duca di Civitanova, successe al padre nella primogenitura della famiglia.
Fu duca di Civitanova, gonfaloniere perpetuo del popolo romano e cavaliere dell'Ordine dello Spirito Santo, distinzione ottenuta per la sua devozione alla Francia.
Durante il suo marchesato, rinnovò sia dal punto di vista urbano che artistico Genzano, con una "sapiente concordia di elementi di natura e d'arte": a partire dal 1643, fece riedificare il palazzo baronale, commissionò i lavori di abbellimento di quello parrocchiale, di ampliamento della piazza principale, e fece edificare, con il sostegno di Urbano VIII, la chiesa e il convento dei Cappuccini.
Nel 1636 affidò la ricostruzione della Chiesa di Santa Maria della Cima all'architetto Giovanni Antonio De Rossi; e dal 1643 iniziò a concepire, insieme all'architetto Ludovico Gregorini, il sistema stradale delle Olmate, grandi stradoni fiancheggiati da quattro file di olmi.
Nel 1641 sposò Margherita, figlia del principe Bernardino Savelli, dalla quale ebbe dieci figli, due maschi e otto femmine:
- Maria Felice (24 novembre 1643-?), monaca
- Alessandro (1645-1646)
- Livia (1646-1711)
- Cornelia, monaca
- Camilla, monaca
- Clelia (morta in giovane età)
- Giovan Giorgio (morto in tenera età il 16 gennaio 1653)
- Anna Maria (31 dicembre 1653-?), monaca
- Cleria (1655-1735)
- Giulia (20 febbraio 1657-?), monaca

Il 6 novembre 1665, prossimo a morire e privo di eredi maschi, scrisse a Luigi XIV raccomandandogli la sua casa e il suo sangue; nel suo testamento ingiunse la condizione di abbracciare il partito favorevole ai reali di Francia a chi avesse sposato le sue figlie. Volle essere sepolto nella chiesa dei cappuccini di Genzano.
Il titolo ducale passò al fratello Filippo.

## Ascendenza
|                                                      |                                          |                                                     | Genitori                                            |  |  | Nonni |  |  | Bisnonni                                                |  |  | Trisnonni                                         |  |
|                                                      |                                          |                                                     |                                                     |  |  |       |  |  | 8. Giovan Giorgio I Cesarini, II marchese di Civitanova |  |  | 16. Giuliano I Cesarini, I marchese di Civitanova |  |
|                                                      |                                          |                                                     |                                                     |  |  |       |  |  | 8. Giovan Giorgio I Cesarini, II marchese di Civitanova |  |  | 16. Giuliano I Cesarini, I marchese di Civitanova |  |
|                                                      |                                          | 17. Giulia Colonna di Marsi                         |                                                     |  |  |       |  |  | 8. Giovan Giorgio I Cesarini, II marchese di Civitanova |  |  |                                                   |  |
| 4. Giuliano II Cesarini, I duca di Civitanova        |                                          |                                                     |                                                     |  |  |       |  |  | 8. Giovan Giorgio I Cesarini, II marchese di Civitanova |  |  |                                                   |  |
|                                                      |                                          | 9. Clelia Farnese                                   | 18. Alessandro Farnese il Giovane (cardinale)       |  |  |       |  |  |                                                         |  |  |                                                   |  |
|                                                      |                                          | 9. Clelia Farnese                                   | 18. Alessandro Farnese il Giovane (cardinale)       |  |  |       |  |  |                                                         |  |  |                                                   |  |
|                                                      |                                          | 9. Clelia Farnese                                   | …                                                   |  |  |       |  |  |                                                         |  |  |                                                   |  |
| 2. Giovan Giorgio II Cesarini, II duca di Civitanova |                                          | 9. Clelia Farnese                                   |                                                     |  |  |       |  |  |                                                         |  |  |                                                   |  |
|                                                      |                                          | 10. Virginio Orsini, I duca di San Gemini           | 20.Ferdinando I Orsini, V duca di Gravina           |  |  |       |  |  |                                                         |  |  |                                                   |  |
|                                                      |                                          | 10. Virginio Orsini, I duca di San Gemini           | 20.Ferdinando I Orsini, V duca di Gravina           |  |  |       |  |  |                                                         |  |  |                                                   |  |
|                                                      |                                          | 10. Virginio Orsini, I duca di San Gemini           | 21. Beatrice Ferrillo                               |  |  |       |  |  |                                                         |  |  |                                                   |  |
| 5. Livia Orsini di San Gemini                        |                                          | 10. Virginio Orsini, I duca di San Gemini           |                                                     |  |  |       |  |  |                                                         |  |  |                                                   |  |
|                                                      |                                          | 11. Giovanna Caetani di Sermoneta                   | 22. Bonifacio Caetani, IV duca di Sermoneta         |  |  |       |  |  |                                                         |  |  |                                                   |  |
|                                                      |                                          | 11. Giovanna Caetani di Sermoneta                   | 22. Bonifacio Caetani, IV duca di Sermoneta         |  |  |       |  |  |                                                         |  |  |                                                   |  |
|                                                      |                                          | 11. Giovanna Caetani di Sermoneta                   | 23. Caterina Pio di Savoia                          |  |  |       |  |  |                                                         |  |  |                                                   |  |
| 1. Giuliano III Cesarini, III duca di Civitanova     |                                          | 11. Giovanna Caetani di Sermoneta                   |                                                     |  |  |       |  |  |                                                         |  |  |                                                   |  |
|                                                      | 12. Onorato Caetani, V duca di Sermoneta | 24. Bonifacio Caetani, IV duca di Sermoneta (= 22.) |                                                     |  |  |       |  |  |                                                         |  |  |                                                   |  |
|                                                      | 12. Onorato Caetani, V duca di Sermoneta | 24. Bonifacio Caetani, IV duca di Sermoneta (= 22.) |                                                     |  |  |       |  |  |                                                         |  |  |                                                   |  |
|                                                      | 12. Onorato Caetani, V duca di Sermoneta | 25. Caterina Pio di Savoia (= 23.)                  |                                                     |  |  |       |  |  |                                                         |  |  |                                                   |  |
| 6. Filippo Caetani, VII duca di Sermoneta            | 12. Onorato Caetani, V duca di Sermoneta |                                                     |                                                     |  |  |       |  |  |                                                         |  |  |                                                   |  |
|                                                      |                                          | 13. Agnesina Colonna di Paliano                     | 26. Ascanio I Colonna, II duca di Paliano           |  |  |       |  |  |                                                         |  |  |                                                   |  |
|                                                      |                                          | 13. Agnesina Colonna di Paliano                     | 26. Ascanio I Colonna, II duca di Paliano           |  |  |       |  |  |                                                         |  |  |                                                   |  |
|                                                      |                                          | 13. Agnesina Colonna di Paliano                     | 27. Giovanna d'Aragona                              |  |  |       |  |  |                                                         |  |  |                                                   |  |
| 3. Cornelia Caetani di Sermoneta                     |                                          | 13. Agnesina Colonna di Paliano                     |                                                     |  |  |       |  |  |                                                         |  |  |                                                   |  |
|                                                      |                                          | 14. Luigi Caetani d'Aragona, IV duca di Traetto     | 28. Scipione Caetani d'Aragona, III duca di Traetto |  |  |       |  |  |                                                         |  |  |                                                   |  |
|                                                      |                                          | 14. Luigi Caetani d'Aragona, IV duca di Traetto     | 28. Scipione Caetani d'Aragona, III duca di Traetto |  |  |       |  |  |                                                         |  |  |                                                   |  |
|                                                      |                                          | 14. Luigi Caetani d'Aragona, IV duca di Traetto     | 29. Camilla Zurlo                                   |  |  |       |  |  |                                                         |  |  |                                                   |  |
| 7. Camilla Caetani d'Aragona                         |                                          | 14. Luigi Caetani d'Aragona, IV duca di Traetto     |                                                     |  |  |       |  |  |                                                         |  |  |                                                   |  |
|                                                      |                                          | 15. Cornelia Carafa della Stadera                   | 30. Fabrizio Carafa della Stadera                   |  |  |       |  |  |                                                         |  |  |                                                   |  |
|                                                      |                                          | 15. Cornelia Carafa della Stadera                   | 30. Fabrizio Carafa della Stadera                   |  |  |       |  |  |                                                         |  |  |                                                   |  |
|                                                      |                                          | 15. Cornelia Carafa della Stadera                   | 31. Girolama Carafa di Cerreto                      |  |  |       |  |  |                                                         |  |  |                                                   |  |
|                                                      |                                          | 15. Cornelia Carafa della Stadera                   |                                                     |  |  |       |  |  |                                                         |  |  |                                                   |  |